# Tetraommatus orousseti
Tetraommatus orousseti là một loài bọ cánh cứng trong họ Cerambycidae.